# Pangrapta nigra
Pangrapta nigra là một loài bướm đêm trong họ Erebidae.